# Электрорентгенограф
Электрорентгенограф — аппарат, предназначенный для проведения диагностического исследования с использованием метода электрорентгенографии.
Электрорентгенограф выполняется в виде приставки к рентгенодиагностическому аппарату, которая не связана с ним ни механически, ни электрически. Электрорентгенограф заменяет фотолабораторию, даёт возможность не пользоваться рентгеновскими плёнками и обеспечивает оперативное получение рентгеновских снимков на обычную писчую бумагу за 2 — 3 минуты. Кроме того, даёт возможность получать позитивные снимки (электрорентгенограммы) в отличие от негативных снимков на рентгеновской плёнке.
Российские электрорентгенографы имеют наименование «ЭРГА»; выпускались серийно заводом «Севкаврентген» — одним из ведущих производителей рентгеновского оборудования в России.